# Пантелюк, Мария Петровна
Мария Петровна Пантелюк (1933, Ильинцы — неизвестно) — украинская советская деятельница, звеньевая колхоза имени Шевченко Заболотовского района Станиславской (Ивано-Франковской) области. Депутат Верховного Совета СССР 5-го созыва.

## Биография
Родилась в 1933 году в селе Ильинцы (ныне в Ивано-Франковской области) в крестьянской семье. Окончила семилетнюю сельскую школу. Член ВЛКСМ.
С 1948 года — колхозница, с 1953 года — звеньевая колхоза имени Шевченко села Ильинцы Заболотовского района Станиславской области. Выращивала высокие урожаи сахарной свеклы.

## Награды
- Орден Ленина (26.02.1958);
- Бронзовая медаль ВДНХ;
- Медали;
- Почётная грамота ЦК ВЛКСМ;
- Почётная грамота ЦК ЛКСМУ.